# Listă editoare PHP
Acest articol conține o listă de editoare pentru limbajul de programare PHP.

## Editoare gratuite

### Windows
- ConTEXT
- Crimson Editor - suportă FTP
- Notepad++
- Programmer's Notepad
- PSPad - suportă FTP
- HTML-Kit

### Linux
- Bluefish
- Geany
- gedit
- gPHPEdit
- Kate
- Quanta Plus

### Mac OS X
- Smultron
- TextWrangler - suportă SFTP și FTP

### Multi Sistem
- ActiveState Komodo Edit
- Aptana
- Eclipse - PHPEclipse și PHP Development Tools. Cu ajutorul plugin-urilor suportă SVN, CVS, modelare baze de date, SSH/FTP, integrare Trac.
- Emacs
- jEdit
- nano
- NetBeans - [Early Access Preview] http://download.netbeans.org/netbeans/6.1/final/ Arhivat în 9 septembrie 2008, la Wayback Machine.
- SciTE
- Vim

## Editore comerciale
- ActiveState Komodo IDE
- Adobe Dreamweaver - suportă SFTP și FTP
- Adobe Golive
- BBEdit - suportă FTP
- Coda
- Delphi for PHP
- EditPlus - suportă SFTP și FTP
- EmEditor
- Notepad
- PHPEdit - suportă SFTP și FTP
- PHP Storm
- skEdit
- TextMate
- TextPad
- Top PHP Studio - suportă FTP
- UltraEdit- suportă SFTP și FTP
- Zend Studio- suportă SFTP și FTP